# Chown
A chown parancsot a Unix-szerű rendszerekben arra használják, hogy az állomány tulajdonosát megváltoztassák (a  change the owner rövidítésből ered). A legtöbb implementációban ezt a feladatot csak rendszeradminisztrátor tudja elvégezni.

## Használata
A chown parancs általános kinézete:
```
chown [-R] 
''user''
[:
group
] 
target1
 
''target2'' ..
```

- A user opcionális paraméter jelzi az új felhasználót.
- A group opcionális paraméter (mely kettősponttal, újabban ponttal van elválasztva) jelzi az állomány új csoportját.
- A target paraméterek jelölik az állományokat vagy a könyvtárakat, melyeknek a tulajdonosát megváltoztatjuk.

Ha sem user, sem  group nincs megadva, az utasítás semmit nem csinál.

## Példák
```
$ chown root /var/run/httpd.pid
```

- Megváltoztatja a /var/run/httpd.pid tulajdonosát 'root'-ra.

```
$ chown rob:developers strace.log
```

- Átcseréli a  strace.log állomány tulajdonosát 'rob' nevű tulajdonosra, csoportját 'developers'-re.

```
$ chown nobody:nogroup /tmp /var/tmp
```

- Átváltja a /tmp és /var/tmp könyvtárak tulajdonosát ‘nobody’-ra (nem túl jó ötlet)
- Átváltja a /tmp és a /var/tmp könyvtárak csoportját ‘nogroup’-ra

```
$ chown :512 /home
```

- Átcseréli a  /home csoportazonosítóját 512-re